# 47丁目 (マンハッタン)

ニューヨーク市をテーマにした47丁目の道路標識。他の通りの道路標識にはアイコンが入っていない

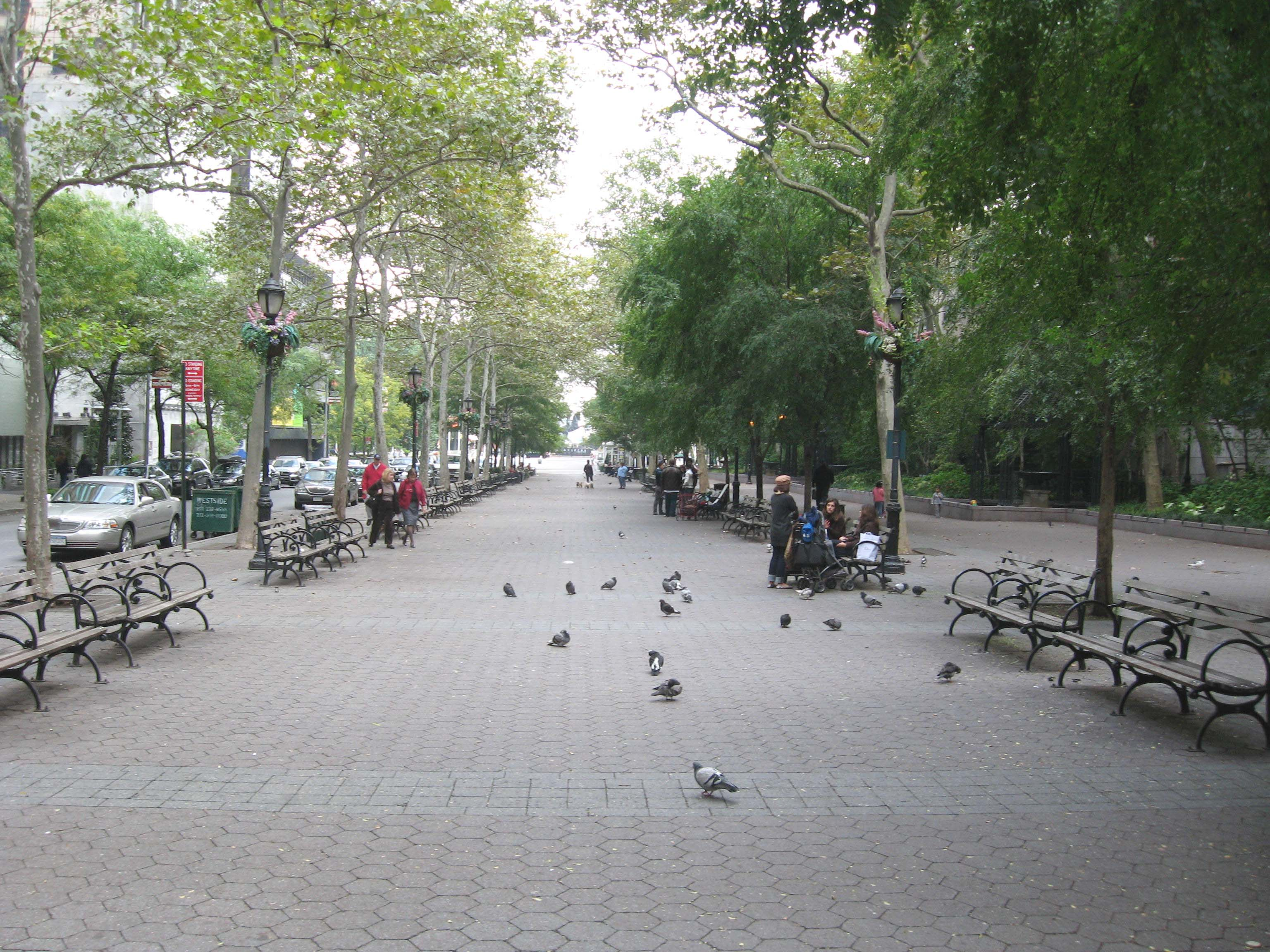
47丁目の東端にあるダグ・ハマーショルド・プラザ

47丁目 (47th Street) は、ニューヨーク市、マンハッタンの5番街とウェスト・サイド・ハイウェイの間を東西に走る通りである。道路は、東から西への一方通行であり、国際連合本部ビルを起点としている。道路沿いには、ダイアモンド・ディストリクトがあり、タイムズスクエアも通っている。

## 名所
ザ・ファクトリーは、1963年から1968年までアンディ・ウォーホルのオリジナルのニューヨーク市スタジオであり、彼の後のスタジオもザ・ファクトリーとして知られることになった。ザ・ファクトリーは、2番街と3番街の間にある231 東47丁目の5階に位置する。
ゴッサム書店は、1920年に西45丁目にオープンした後、51 西47丁目に移転し、16 東46丁目に移転するまで長年ここにあった。
ヴァンダービルト・アベニューは、パーク街とマディソン街の間を42丁目から47丁目まで走る短い通りである。通りは、グランド・セントラル駅の建造のためにつくられ、駅の最初の所有者、コーネリアス・ヴァンダービルトの姓に因んでいる。グランド・セントラル駅は、東47丁目とマディソン街の北東の角にある入口から線路に並行に進み、メインコンコースまで結ぶ長さ1,000-フート (300 m)の「北西通路」を通り、47丁目経由でアクセスできる。
5番街と6番街の間の47丁目の区間は、ダイアモンド・ディストリクトとして知られている。この地区は、世界の5つ主なダイアモンド生産地（他にロンドンのハットン・ガーデン、アントワープ、ムンバイ、ヨハネスブルク）のうちの1つであり、市の宝石店の中心地でもある。アメリカのダイアモンドの90%がニューヨークを通ると推測されている。2,600の独立したビジネスがこの地区にあり、ダイアモンドや宝石に関連するものがほぼ全てを占めている。最も多いのは、地区にある25取引所の1つに位置するブースや46丁目への公道である。
2008年に改修・再オープンしたTKTSのブースは、7番街とブロードウェイの間にある47丁目のダフィー・スクエアに位置している。劇場に行く人々は、そのショーの日に、劇やミュージカルのためのブロードウェイ・シアターのチケットを、25〜50%割引で買うことができる場合もある。モルガン・スタンレー・ビルディングは、ブロードウェイと47丁目の角の対角線上にある。
ブロードウェイ・シアターは、ブルックス・アトキンソン劇場（225 西47丁目）、エセル・バリモア劇場（243 西47丁目）、ビルトモア劇場（261 西47丁目）を含むブロードウェイと8番街の間の西47丁目に多く存在する。
NHLストアは、西46丁目と西47丁目の間の1185 6番街（アベニュー・オブ・ジ・アメリカス）にある。店は、国内で唯一のものであり、ストアにはスターバックスが入る。

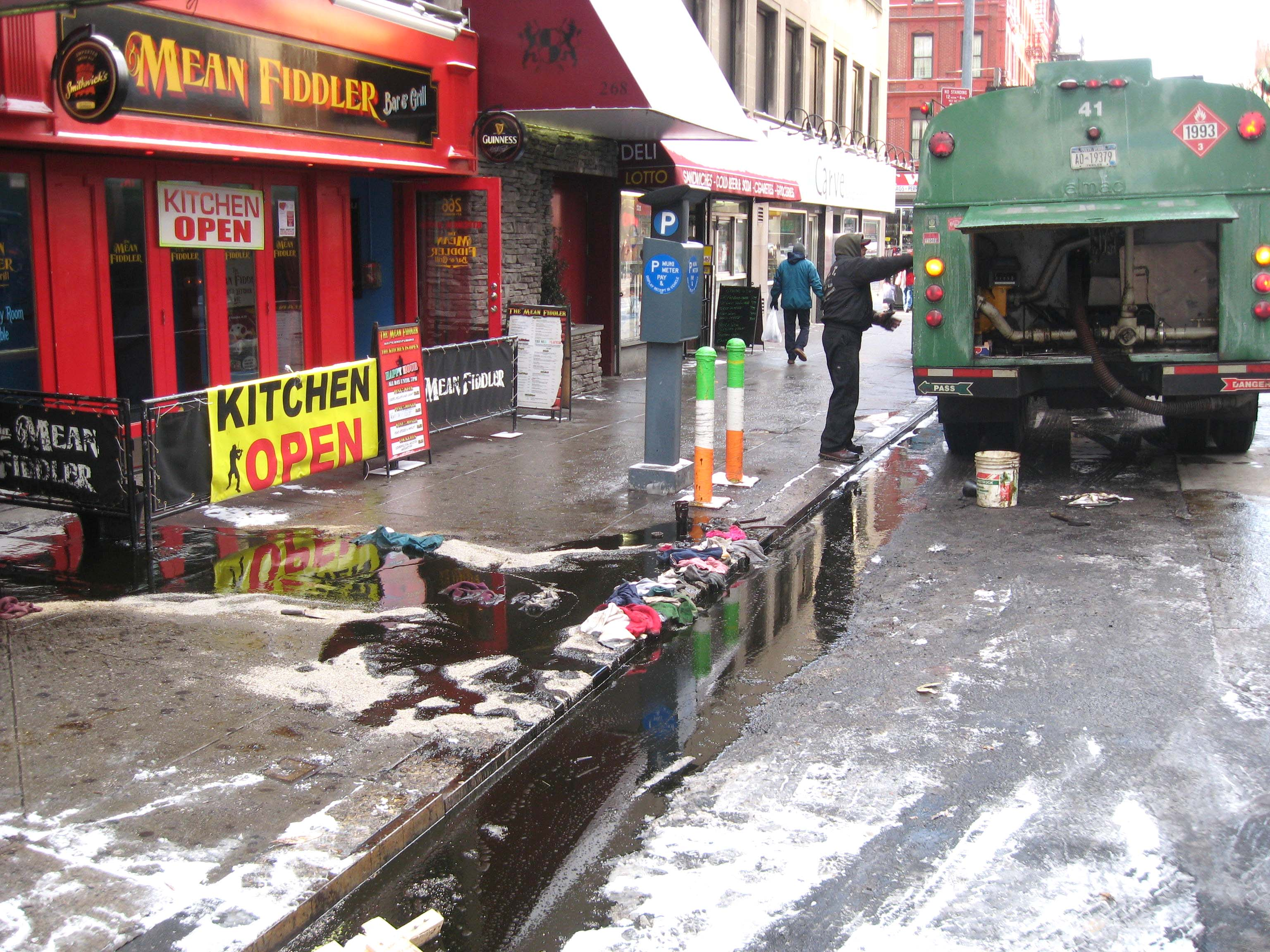
8番街へと西に向かう際に漏れたオイル

## 交通
ニューヨーク市地下鉄IND6番街線の47丁目-50丁目-ロックフェラー・センター駅（    系統が停車）。ロックフェラー・センターの建物と駅の地下コンコースは結ばれている。
BMTブロードウェイ線の49丁目駅（   系統が停車）には、駅の南端の7番街と47丁目にあるパートタイムブース経由で行くことができる。